# Naoto Otake
Naoto Otake (Shizuoka, 18. listopada 1968.) japanski je nogometaš.

## Klupska karijera
Igrao je za Yokohama Flügels i Kyoto Purple Sanga.

## Reprezentativna karijera
Za japansku reprezentaciju igrao je 1988. godine. Odigrao je 1 utakmice.
S japanskom reprezentacijom Naoto Otake je igrao na Azijskom kupu 1988. i 1992.

## Statistika
| Japan  | Japan | Japan |
| Godina | Nast. | Gol.  |
| ------ | ----- | ----- |
| 1994.  | 1     | 0     |
| Ukupno | 1     | 0     |

## Vanjske poveznice
- National Football Teams
- Japan National Football Team Database